# Andrés Tanca
Andrés Tanca fue juez de Logudoro a mediados del siglo XI. Se cree que gobernó al mismo tiempo que su supuesto padre Barisono I entre 1064 o 1065 y 1073 aproximadamente. Probablemente era el padre (o incluso tío o hermano) de su posible sucesor Mariano I. Poco más se sabe con seguridad sobre él, pero fue quizás un donante de la abadía de Montecassino. 